# Río Salazar
Río Salazar este o arie protejată (arie specială de conservare — SAC, sit de importanță comunitară — SCI) din Spania întinsă pe o suprafață de 414,55 ha, integral pe uscat.

## Localizare
Centrul sitului Río Salazar este situat la coordonatele 42°39′24″N 1°14′52″W / 42.6566°N 1.2477°V.

## Înființare
Situl Río Salazar a fost declarat sit de importanță comunitară în martie 1999 pentru a proteja 21 de specii de animale. Situl a fost protejat și ca arie specială de conservare în august 2014.

## Biodiversitate
Situată în ecoregiunile alpină și mediteraneană, aria protejată conține 11 habitate naturale: Râuri mediteraneene cu debit permanent și vegetație de Glaucium flavum, Cursuri de apă de la nivel de câmpie la nivel montan, cu vegetație Ranunculion fluitantis și Callitricho-Batrachion, Păduri iberice de Quercus faginea și Quercus canariensis, Râuri cu maluri nămoloase cu vegetație de Chenopodion rubri p.p. și Bidention p.p., Păduri de Quercus ilex și Quercus rotundifolia, Lande oro-mediteraneene cu formațiuni endemice de grozamă, Galerii de Salix alba și de Populus alba, Pajiști umede mediteraneene cu ierburi înalte de Molinio-Holoschoenion, Pante stâncoase calcaroase cu vegetație casmofită, Liziere de ierburi înalte hidrofile de câmpie și de nivel montan până la alpin, Râuri de munte și vegetația lor lemnoasă cu Salix elaeagnos.
La baza desemnării sitului se află mai multe specii protejate:
- păsări (14): pescăruș albastru (Alcedo atthis), stârc cenușiu (Ardea cinerea), caprimulg (Caprimulgus europaeus), mierla de apă (Cinclus cinclus), șoim călător (Falco peregrinus), găinușă de baltă (Gallinula chloropus), vulturul pleșuv sur (Gyps fulvus), sfrâncioc roșiatic (Lanius collurio), ciocârlie de pădure (Lullula arborea), gaia neagră (Milvus migrans), gaia roșie (Milvus milvus), vultur egiptean (Neophron percnopterus), Pyrrhocorax pyrrhocorax, fluturașul de stâncă (Tichodroma muraria)
- mamifere (3): castor (Castor fiber), vidră de râu (Lutra lutra), nurcă (Mustela lutreola)
- nevertebrate (2): fluturele de noapte (Eriogaster catax), Gomphus graslinii
- pești (2): Cobitis calderoni, Parachondrostoma miegii

Pe lângă speciile protejate, pe teritoriul sitului au mai fost identificate 1 specie de păsări, 3 specii de amfibieni, 2 specii de pești.